# Pâmela Faria
Pamela Faria da Silva Lima, chamada apenas de Pâmela Faria ou simplesmente Pâmela (Rio de Janeiro, 3 de setembro de 1989) é uma futebolista brasileira. Atua como atacante e lateral. Atualmente, está sem clube.

## Carreira

### Campo Grande
Iniciou nas categorias de base do Campo Grande do Rio de Janeiro em 2002 aos treze anos de idade e aos catorze, já tinha estreado profissionalmente. Pela equipe foi campeã do Campeonato Carioca em 2004 e 2008.

### Santos
Atuou no Santos em 2009, ao lado de Marta e Cristiane. Pelo clube, foi campeã da Copa do Brasil e da Copa Libertadores da América.

### Vasco
Entre os anos de 2013 e 2014, defendeu o Vasco da Gama e conquistou o Campeonato Carioca de 2013.

### Botafogo
Já no segundo semestre de 2014 atua pelo Botafogo, para a disputa do Campeonato Brasileiro de 2014 e do Campeonato Carioca de 2014 ao qual sagra-se campeão estadual novamente.
Saiu em 2015 após a eliminação do clube na Copa do Brasil de 2015.

### Flamengo
No segundo semestre de 2015, acerta o Flamengo, clube ao qual tem a maior passagem de sua carreira. Ao todo ficou 4 anos na equipe e conquistou o Campeonato Brasileiro de 2016, e o tetra Campeonato Carioca em 2015, 2016, 2017 e 2018, permanecendo no time até a metade de 2019.
Somando os títulos conquistados por Vasco e Botafogo, alcançou um inédito hexacampeonato carioca consecutivo e um exclusivo octacampeonato somando as conquistando junto ao Campo Grande.

### Yunnan Jiashijing
Foi para o Yunnan Jiashijing da China, clube que ficou até janeiro de janeiro de 2020 quando foi contratada pelo Corinthians. Pâmela foi artilheira da Superliga Chinesa daquele ano com 15 gols em 17 jogos.

### Corinthians
No ano de 2020, deixou o clube chinês e assinou com o Corinthians, lá atuou ao lado de Gabi Zanotti, Érika e Tamires. Pelas Bravas conquistou o Campeonato Paulista e o Brasileirão.

### Cruzeiro
Pâmela foi anunciada pelo Cruzeiro no dia 6 de janeiro de 2021. Saiu de licença maternidade no meio de 2022 e foi substituída por Fernanda Tipa.

## Seleção Brasileira
Pâmela foi convocada para a Seleção Brasileira Sub-20 entre 2006  e 2008, onde conquistou a medalha de bronze na Copa do Mundo Sub-20 de 2006 e foi campeão do Campeonato Sul-Americano Sub-20 de 2008.
A atacante também foi convocada para a Seleção Brasileira Militar e sagrou-se campeã da Copa do Mundo Militar e campeã dos Jogos Mundiais Militares de 2015.
Também recebeu convocações para a Seleção Brasileira principal.

## Títulos

#### Campo Grande
- Campeonato Carioca: 2004 e 2008

#### Santos
- Copa Libertadores: 2009
- Copa do Brasil: 2009

#### Vasco
- Campeonato Carioca: 2013

### Botafogo
- Campeonato Carioca: 2014

#### Flamengo
- Campeonato Brasileiro: 2016
- Campeonato Carioca: 2015, 2016, 2017 e 2018

#### Corinthians
- Campeonato Brasileiro: 2020
- Campeonato Paulista: 2020

#### Seleção Brasileira
- Campeonato Sul-Americano Sub-20: 2008
- Medalha de Ouro Jogos Mundiais Militares de 2015

### Campanhas de destaque
- 3ᵒlugar Copa do Mundo Sub-20: 2006

### Prêmios individuais
- Artilheira da Superliga Chinesa: 2019 (15 gols)